# 焦映汉
焦映汉（？—1718年），字雯涛，中國清朝官員。陕西武功人，监生。
康熙十九年（1680年）任四川巴县知县；康熙二十三年（1684年）迁刑部员外郎；康熙三十四年（1695年）任广西平乐府知府；康熙三十九年（1700年）任广西庆远府知府；康熙四十四年（1705年）任海南分巡雷琼兵备道，创建琼台书院。康熙四十九年（1710年）迁江苏按察使，因两江总督噶禮弹劾而去职。康熙五十七年（1718年）六月任广西按察使，八月革职。焦映汉无子，继其弟焦映龙之子为嗣。